# گروه تئاتر آرمن
شاهین سرکیسیان، هنرمند نام آشنای ایران، گروه تئاتر آرمن را در آذرماه ۱۳۴۰ (۴ دسامبر ۱۹۶۰) در باشگاه فرهنگی و ورزشی آرارات بنیان نهاد و خود در ضمن آموزش بازیگران به اجرای نمایش پرداخت.

## بازیگران
- لوریک میناسیان